# Duitsland op de Olympische Jeugdwinterspelen 2012
Duitsland was een van de landen die deelnam aan de Olympische Jeugdwinterspelen 2012 in Innsbruck, Oostenrijk.

## Medailleoverzicht
| Sport                                                                    | Olympiër                                                            | Onderdeel                | Medaille |
| ------------------------------------------------------------------------ | ------------------------------------------------------------------- | ------------------------ | -------- |
| Biatlon                                                                  | Niklas Homberg                                                      | 10 km achtervolging (m)  | Goud     |
| Biatlon                                                                  | Franziska Preuss                                                    | 6 km sprint (v)          | Goud     |
| Biatlon                                                                  | Laura Hengelhaupt Niklas Homberg Maximilian Janke Franziska Preuss  | gemengd team estafette   | Goud     |
| Biatlon / Langlaufen                                                     | Victoria Carl Mamimilian Janke Franziska Preuss Christian Stiebritz | gemengd team             | Goud     |
| Noordse combinatie / Schansspringen                                      | Katharina Althaus Tom Lubitz Andrea Wellinger                       | gemengd team             | Goud     |
| Rodelen                                                                  | Christian Paffe                                                     | enkel (m)                | Goud     |
| Skeleton                                                                 | Sebastian Berneker                                                  | jongens                  | Goud     |
| Skeleton                                                                 | Jacqueline Jölling                                                  | meisjes                  | Goud     |
| Biatlon                                                                  | Franziska Preuss                                                    | 7,5 km achtervolging (v) | Zilver   |
| Freestyleskiën                                                           | Marzellus Renn                                                      | skicross (m)             | Zilver   |
| Langlaufen                                                               | Marius Cebulla                                                      | sprint (m)               | Zilver   |
| Rodelen                                                                  | Tim Brendl Florian Funk                                             | dubbel (m)               | Zilver   |
| Rodelen                                                                  | Saskia Langer                                                       | enkel (v)                | Zilver   |
| Rodelen                                                                  | Saskia Langer Christian Paffe Tim Brendl Florian Funk               | teamwedstrijd            | Zilver   |
| Schansspringen                                                           | Katharina Althaus                                                   | individueel (v)          | Zilver   |
| IJshockey                                                                | Olympisch jeugdteam                                                 | teamcompetitie (v)       | Brons    |
| Rodelen                                                                  | Toni Graefe                                                         | enkel (m)                | Brons    |
| Als lid van een gemengd landenteam (telt niet mee voor landenklassement) |                                                                     |                          |          |
| Curling                                                                  | Nicole Muskatewitz                                                  | gemengd team             | Goud     |

## Deelnemers en resultaten
(m) = mannen, (v) = vrouwen 

### Alpineskiën
| Olympiër                                                               | Onderdeel           | Resultaat | Prestatie                          |
| ---------------------------------------------------------------------- | ------------------- | --------- | ---------------------------------- |
| Nikolaus Ertl                                                          | super g (m)         | -         | - (DSQ)                            |
| Nikolaus Ertl                                                          | supercombinatie (m) | 14e       | 1.44,62 (+4,17) (1.05,64, 38,98)   |
| Nikolaus Ertl                                                          | reuzenslalom (m)    | 8e        | 1.55.13 (+3,43) (1.00,43, 54,70)   |
| Nikolaus Ertl                                                          | slalom (m)          | 6e        | 1.21,12 (+2,76) (40,68, 40,44)     |
| Lucas Krahnert                                                         | super g (m)         | 5e        | 1.04,84 (+0,39)                    |
| Lucas Krahnert                                                         | supercombinatie (m) | 23e       | 1.49,81 (+9,36) (1.03,96, 45,85)   |
| Lucas Krahnert                                                         | reuzenslalom (m)    | -         | - (-) (DNF, -)                     |
| Lucas Krahnert                                                         | slalom (m)          | 7e        | 1.21,27 (+2,91) (40.53, 40.74)     |
|                                                                        |                     |           |                                    |
| Alisa Krauss                                                           | super g (v)         | -         | DNF (-)                            |
| Alisa Krauss                                                           | supercombinatie (v) | -         | - (-) (DNF, -)                     |
| Alisa Krauss                                                           | reuzenslalom (v)    | 14e       | 1.59,97 (+3,84) (1.00,13, 59,84)   |
| Alisa Krauss                                                           | slalom (v)          | -         | - (-) (DNF, -)                     |
| Jenny Reinold                                                          | super g (v)         | 15e       | 1.07,42 (+1,64)                    |
| Jenny Reinold                                                          | supercombinatie (v) | -         | - (-) (DNF, -)                     |
| Jenny Reinold                                                          | reuzenslalom (v)    | 18e       | 2.01,27 (+5,14) (1.00,73, 1.00,54) |
| Jenny Reinold                                                          | slalom (v)          | -         | - (-) (43,90, DNF)                 |
|                                                                        |                     |           |                                    |
| Team Duitsland Alisa Krauss Nikolaus Ertl Jenny Reinold Lucas Krahnert | teamwedstrijd       | 5e-8e     | 1/4F: 0-3 Italië                   |

### Biatlon
| Olympiër                                                            | Onderdeel                 | Resultaat | Prestatie                                                                                   |
| ------------------------------------------------------------------- | ------------------------- | --------- | ------------------------------------------------------------------------------------------- |
| Niklas Homberg                                                      | 7,5 km sprint (m)         | 6e        | 20.05,4 (+43,7) pen.: 1 (0+1)                                                               |
| Niklas Homberg                                                      | 10 km achtervolging (m)   | Goud      | 28.43,1 pen.: 4 (2+0+2+0)                                                                   |
| Maximilian Janke                                                    | 7,5 km sprint (m)         | 14e       | 20.57,8 (+1.36,1) pen.: 2 (1+1)                                                             |
| Maximilian Janke                                                    | 10 km achtervolging (m)   | 4e        | +58,5 pen.: 4 (0+0+2+2)                                                                     |
|                                                                     |                           |           |                                                                                             |
| Laura Hengelhaupt                                                   | 6 km sprint (v)           | 37e       | 21.18,8 (+3.51,1) pen.: 5 (1+4)                                                             |
| Laura Hengelhaupt                                                   | 7,5 km achtervolging (v)  | 22e       | +7.20,1 pen.:6 (1+1+3+1)                                                                    |
| Franziska Preuss                                                    | 6 km sprint (v)           | Goud      | 17.27,7 (0,0) pen.: 1 (0+1)                                                                 |
| Franziska Preuss                                                    | 7,5 km achtervolging (v)  | Zilver    | +27,9 pen.:2 (1+0+1+0)                                                                      |
| Franziska Preuss Laura Hengelhaupt Maximilian Janke Niklas Homberg  | gemengde estafette        | Goud      | 1:11.06,8 (0+5 3+7) 16.26,0 (0+0 0+2) 16.40,4 (0+1 0+0) 18.56,0 (0+1 0+0) 19.04,4 (0+2 0+1) |
| Franziska Preuss Victoria Carl Maximilian Janke Christian Stiebritz | biatlon/langlaufestafette | Goud      | 1:04.23,4 (1+6) 18.16,8 (0+0 0+1) 10.23,9 23.06,3 (1+3 0+2) 12.36,4                         |

### Bobsleeën
| Olympiër                      | Onderdeel       | Resultaat | Prestatie                       |
| ----------------------------- | --------------- | --------- | ------------------------------- |
| Philipp Mölter Richard Ölsner | tweemansbob (m) | 6e        | 1.49,42 [54,93 (6) + 54,49 (2)] |

### Curling
| Olympiër                                                            | Onderdeel      | Resultaat | Prestatie |
| ------------------------------------------------------------------- | -------------- | --------- | --- |
| Kevin Lehmann Daniel Rothballer Frederike Manner Nicole Muskatewitz | gemengd team   | 15e       | Voorronde: rode groep 4-06 Rusland 5-04 Groot-Brittannië 5-12 Oostenrijk 3-09 Italië 2-09 Japan 4-06 Zweden 4-06 Canada |
|                                                                     |                |           | |
| Kevin Lehmann + SWE Amalia Rudström                                 | dubbeltoernooi | 1/32F     | 1/32F: 3-9 KOR Kim Eunbi + NOR Martin Sesaker |
| Daniel Rothballer + ITA Arianna Losano                              | dubbeltoernooi | 1/32F     | 1/32F: 5-10 KOR Kang Sueyeon + CZE Krystof Krupansky |
| Frederike Manner + CAN Derek Oryniak                                | dubbeltoernooi | 1/32F     | 1/32F: 1-14 JPN Mako Tamakuma + KOR Yoo Minhyeon |
| Nicole Muskatewitz + SUI Michael Brunner                            | dubbeltoernooi | Goud      | 1/32F: 8-6 USA Sarah Anderson + KOR Go Keon 1/16F: 6-1 NOR Ina Roll Backe + CHN Wang Jin Bo KF: 8-3 CZE Zuzana Hruzova + RUS Mikhail Vaskov HF: 7-3 RUS Marina Verenich + USA Korey Dropkin F: 13-2 KOR Kim Eunbi + NOR Martin Sesaker |

### Freestyleskiën
| Olympiër        | Onderdeel     | Resultaat | Prestatie            |
| --------------- | ------------- | --------- | -------------------- |
| Lucas Mangold   | half pipe (m) | 12e       | 46,75 (27,00, 46,75) |
| Marzellus Renn  | ski-cross (m) | Zilver    | 56,96                |
|                 |               |           |                      |
| Katharina Tordi | ski-cross (v) | 6e        | 1.00,82              |

### IJshockey
| Olympiër | Onderdeel       | Resultaat | Prestatie |
| --- | --------------- | --------- | --- |
| Anna Fiegert Theresa Fritz Lucie Geelhaar Melanie Haeringer Simone Hase Theresia Hoppe Viola Hotter Nina Korff Meike Krimphove Katharina Oertel Valerie Offermann Maylina Schrul Saskia Selzer Pia Szawlowski Lena Walz Carolin Welsch Johanna Winter | meisjestoernooi | Brons     | Voorronde 0-11 Zweden 8-00 Slowakije 2-05 Oostenrijk 2-00 Kazachstan Halve finale 0-02 Oostenrijk 3e/4e plaats 7-04 Kazachstan |

### Kunstrijden
| Olympiër       | Onderdeel | Resultaat | Prestatie                              |
| -------------- | --------- | --------- | -------------------------------------- |
| Niko Ulanovsky | solo (m)  | 5e        | 158.47 [kk: 54.03 (4), vk: 104.44 (6)] |

### Langlaufen
| Olympiër                                                            | Onderdeel                 | Resultaat | Prestatie                                                           |
| ------------------------------------------------------------------- | ------------------------- | --------- | ------------------------------------------------------------------- |
| Marius Cebulla                                                      | 10 km klassiek (m)        | 12e       | 31.15,8 (+1.47,0)                                                   |
| Marius Cebulla                                                      | sprint (m)                | Zilver    | finale                                                              |
| Christian Stiebritz                                                 | 10 km klassiek (m)        | 6e        | 30.24,0 (+55,2)                                                     |
| Christian Stiebritz                                                 | sprint (m)                | 9e        | halve finale                                                        |
|                                                                     |                           |           |                                                                     |
| Julia Belger                                                        | 5 km klassiek (v)         | 7e        | 15.32,5 (+1.14,5)                                                   |
| Julia Belger                                                        | sprint (v)                | 21e       | kwartfinale                                                         |
| Victoria Carl                                                       | 5 km klassiek (v)         | 6e        | 15.20,9 (+1.02,9)                                                   |
| Victoria Carl                                                       | sprint (v)                | 12e       | halve finale                                                        |
|                                                                     |                           |           |                                                                     |
| Franziska Preuss Victoria Carl Maximilian Janke Christian Stiebritz | biatlon/langlaufestafette | Goud      | 1:04.23,4 (1+6) 18.16,8 (0+0 0+1) 10.23,9 23.06,3 (1+3 0+2) 12.36,4 |

### Noordse combinatie
| Olympiër   | Onderdeel     | Resultaat | Prestatie                                                   |
| ---------- | ------------- | --------- | ----------------------------------------------------------- |
| Tom Lubitz | Gundersen (m) | 4e        | schansspringen: 78,0 m - 137,5 p. (1e ) langlaufen: +26,2 s |

### Rodelen
| Olympiër                                                                | Onderdeel    | Resultaat | Prestatie                                    |
| ----------------------------------------------------------------------- | ------------ | --------- | -------------------------------------------- |
| Toni Gräfe                                                              | enkel (m)    | Brons     | 1.19,920 (+0,317) (39,982; 39,890)           |
| Christian Paffe                                                         | enkel (m)    | Goud      | 1.19,603 (-) (39,737; 39,838)                |
| Tim Brendel Florian Funk                                                | dubbel (m)   | Zilver    | 1.25,358 (+0,164) (42,700; 42,658)           |
|                                                                         |              |           |                                              |
| Team Duitsland Saskia Langer Christian Paffe Tim Brendel / Florian Funk | gemengd team | Zilver    | 2.18,708 (+0,398) 2.44,788 2.46,766 2.47,154 |
| Saskia Langer                                                           | enkel (v)    | Zilver    | 1.20,414 (+0,217) (40,056; 40,358)           |

### Schaatsen
| Olympiër          | Onderdeel      | Resultaat | Prestatie                      |
| ----------------- | -------------- | --------- | ------------------------------ |
| Niklas Kamphausen | 1500 m (m)     | 16e       | 2.09,14 (+ 14,94)              |
| Niklas Kamphausen | 3000 m (m)     | 13e       | 4.36,58 (+ 33,36)              |
| Niklas Kamphausen | massastart (m) | 18e       | 7.30,34 (+ 20,11)              |
| Kenneth Stargardt | 500 m (m)      | 14e       | 83,89 (+ 8,39) [41,97 + 41,91] |
| Kenneth Stargardt | 3000 m (m)     | 16e       | 4.44,75 (+ 41,53)              |
| Kenneth Stargardt | massastart (m) | 22e       | 10 ronden geschaatst           |
|                   |                |           |                                |
| Leia Behlau       | 500 m (v)      | 5e        | 88,13 (+ 6,45) [44,36 + 43,76] |
| Leia Behlau       | 1500 m (v)     | 8e        | 2.15,75 (+ 7,58)               |
| Leia Behlau       | massastart (v) | 8e        | 6.06,66 (+ 5,60)               |
| Michelle Uhrig    | 500 m (v)      | 9e        | 90,12 (+ 8,44) [45,16 + 44,95] |
| Michelle Uhrig    | 3000 m (v)     | 7e        | 4.53,47 (+ 16,14)              |
| Michelle Uhrig    | massastart (v) | 5e        | 6.03,09 (+ 2,03)               |

### Schansspringen
| Olympiër                                                      | Onderdeel                                        | Resultaat | Prestatie                                                            |
| ------------------------------------------------------------- | ------------------------------------------------ | --------- | -------------------------------------------------------------------- |
| Andreas Wellinger                                             | individueel (m)                                  | 4e        | 252,9 ptn. (74,0 m en 73,0 m)                                        |
|                                                               |                                                  |           |                                                                      |
| Katharina Althaus                                             | individueel (v)                                  | Zilver    | 242,5 ptn. (71,0 m en 72,5 m)                                        |
|                                                               |                                                  |           |                                                                      |
| Team Duitsland Katharina Althaus Tom Lubitz Andreas Wellinger | gemengd team noordse combinatie / schansspringen | Goud      | 309,8 + 330,3 = 640,1 pnt. 108,1 + 096,0 098,9 + 107,1 102,8 + 127,2 |

### Shorttrack
| Olympiër                                                                          | Onderdeel                | Resultaat | Prestatie                                            |
| --------------------------------------------------------------------------------- | ------------------------ | --------- | ---------------------------------------------------- |
| Elisabeth Witt                                                                    | 500 m (v)                | 14e       | F (D): 49,799 HF (C/D2): 49,737 KF (2): 49,788       |
| Elisabeth Witt                                                                    | 1000 m (v)               | 10e       | F (C): 1.40,980 HF (C/D1): 1.39,667 KF (3): 1.42,928 |
|                                                                                   |                          |           |                                                      |
| Team D Elisabeth Witt JPN Sumire Kikuchi USA Thomas Insuk Hong TPE Yin-Cheng Yang | gemengde landenestafette | 04e       | F (B): 4.24,360 HF (1): 4.23,141                     |

### Skeleton
| Olympiër            | Onderdeel | Resultaat | Prestatie                       |
| ------------------- | --------- | --------- | ------------------------------- |
| Sebastian Berneker  | jongens   | Goud      | 1.52,73 [56,20 (1) + 56,53 (1)] |
|                     |           |           |                                 |
| Jacqueline Loelling | meisjes   | Goud      | 57,43                           |
| Kim Meylemans       | meisjes   | 5e        | 59,02                           |

### Snowboarden
| Olympiër         | Onderdeel      | Resultaat | Prestatie                                                           |
| ---------------- | -------------- | --------- | ------------------------------------------------------------------- |
| Linus Birkendahl | halfpipe (m)   | 25e       | Serie: 13e (40.25)                                                  |
| Linus Birkendahl | slopestyle (m) | -         | Serie: DNS                                                          |
| Johannes Höpfl   | halfpipe (m)   | 8e        | Finale: 8e (71.50) Halve finale: 2e (80.25) QF Serie: 5e (67.00) QS |
| Johannes Höpfl   | slopestyle (m) | 19e       | Serie: 10e (60.50)                                                  |